# Instagramové vajíčko

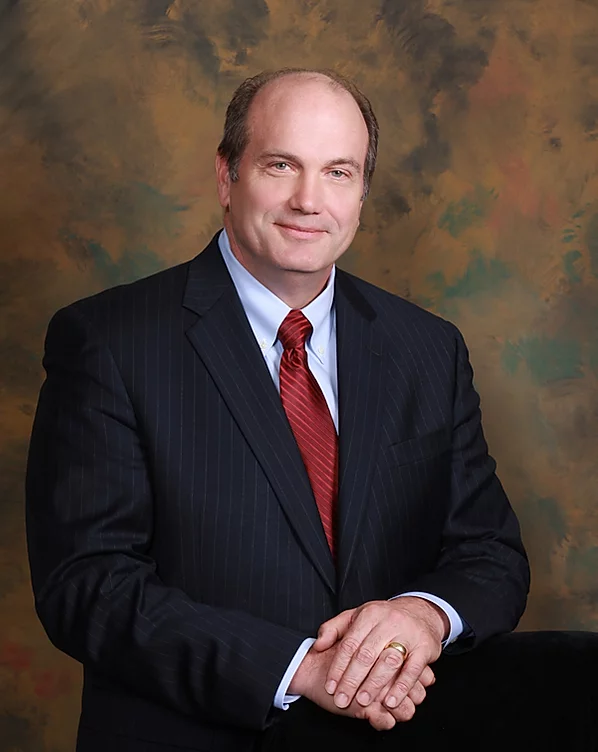
Reklamní kreativec Chris Godfrey

Instagramové vajíčko (anglicky Instagram egg) je instagramový příspěvek s fotografií vejce, který zveřejnil účet @world_record_egg na sociální síti Instagram. Během několika dní od svého vzniku se vejce stalo fenoménem a instagramovým memem. V současné době se jedná o 2. nejlajkovanější příspěvek na Instagramu, až do dne 20. prosince 2022 byl na 1. místě, než ho následně překonal Lionel Messi s fotografií oslav vítězství MS ve fotbale 2022. Bylo odhaleno, že vlastníkem účtu s tímto příspěvkem je reklamní kreativec Chris Godfrey.

## Historie
Dne 4. ledna 2019 byl vytvořen instagramový účet @world_record_egg, který ve stejný den zveřejnil obrázek vejce s popiskem „Let's set a world record together and get the most liked post on Instagram. Beating the current world record held by Kylie Jenner (18 million)! We got this.“, přeloženo do češtiny: „Pojďme společně vytvořit světový rekord a získat nejvíce lajkovaný příspěvek na Instagramu překonáním současného světového rekordu, který drží Kylie Jenner (18 milionů)! Máme to.“ Tehdejší rekord Kylie Jennerové, což byla první fotka její dcery, činil 18,4 milionů lajků.
Příspěvek za méně než 10 dní získal 18,4 milionů lajků, a stal se tak nejvíce lajkovaným příspěvkem na Instagramu. Během následujících 48 hodin získal přes 45 milionů lajků, čímž překonal hudební video „Despacito“ a získal světový rekord pro nejoblíbenější online příspěvek (na jakékoli mediální platformě) v historii. 14. ledna 2019 získal instagramový účet ověření a jeho příspěvek se stal ještě populárnější.
Dne 20. prosince 2022 překonal tento rekord příspěvek Lionela Messiho, jak oslavuje vítězství MS ve fotbale 2022.